# Дворец Чаумахалла
Дворец Чаумахалла или Дворцы Чаумахалла (телугу చౌమహల్లా పాలస్) — дворец низама в Хайдарабаде. Был местом жительства и официальной резиденцией династии Асаф Джахи, когда они были у власти. Здесь проводились все официальные мероприятия, включая вступление в должность низамов и приёмы в честь британского генерал-губернатора. В настоящий момент является собственностью Мукаррама Джаха, наследника низамов Хайдарабада.
Его жена, принцесса Эзра полностью отреставрировала дворец в начале 2000-х годов, затратив на это 100 млн рупий.
За что 15 марта 2011 года ей была вручена Азиатско-Тихоокеанская премия ЮНЕСКО за сохранение культурного наследия.
Дворцовый комплекс был открыт для публики в январе 2005 года и в настоящий момент функционирует как музей.
Название образовано от персидского слова Chahar, что значит «четыре», и арабского Mahalat, что значит «дворцы».
Строительство дворца было начато Салабатом Джангом, третьим низамом Хайдарабада в 1750 (1751) году,
и завершено в период правления Асафа Джаха V, восьмого низама, между 1857 и 1869 годами. Считается, что он был создан по образцу дворца Шаха Ирана в Исфахане.
За время строительства в архитектуре проявилось влияние персидского, индо-сарацинского, раджастханского и европейского стилей.
Первоначально занимал территорию в 45 акров (180 000 м²), между 1967 и 2001 годами она сократилась до 12 акров (49 000 м²).
Дворцовый комплекс включает в себя два двора с четырьмя дворцами, зал для торжественных приёмов (Дурбар Холл), фонтаны и сады.
На юге комплекса располагается самая старая его часть — четыре дворца: Афзал Махал, Махтаб Махал, Тахният Махал и Афтаб Махал, построенные в неоклассическом стиле. Афтаб-Махал является самым крупным из них и представляет собой двух этажное здание с европейским фасадом из коринфских колонн и фронтоном без парапета.
В северной части находится Бара Имам, длинный коридор комнат, к которому с восточной стороны прилегает центральный фонтан и бассейн, и где когда-то размещалось административное крыло. Он имеет могольские купола и арки и множество персидских элементов, таких как богатое украшение лепниной. Напротив Бара Имама находится зеркально отображающее его здание, помещения которого когда-то использовались в качестве гостевых комнат для должностных лиц, сопровождающих высокопоставленных гостей. Над воротами во дворец размещены часы, которые ходят уже 250 лет.
В северном внутреннем дворе расположен Хилват Мубарак, зал для торжественных приёмов, где проводился дурбар и другие религиозные и символические обряды. Здесь на мраморной платформе стоит трон низама.

## Галерея

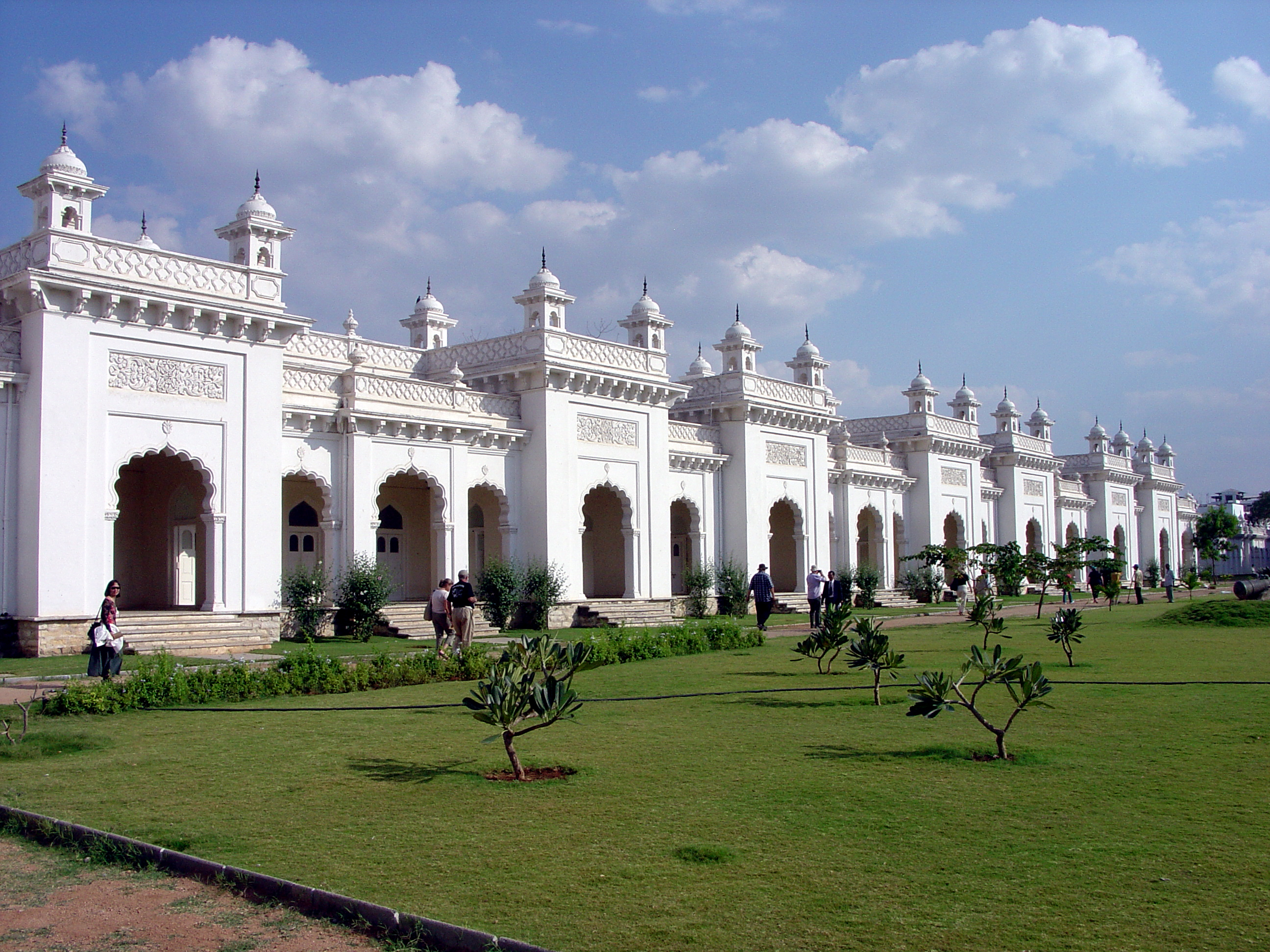
Бара Имам
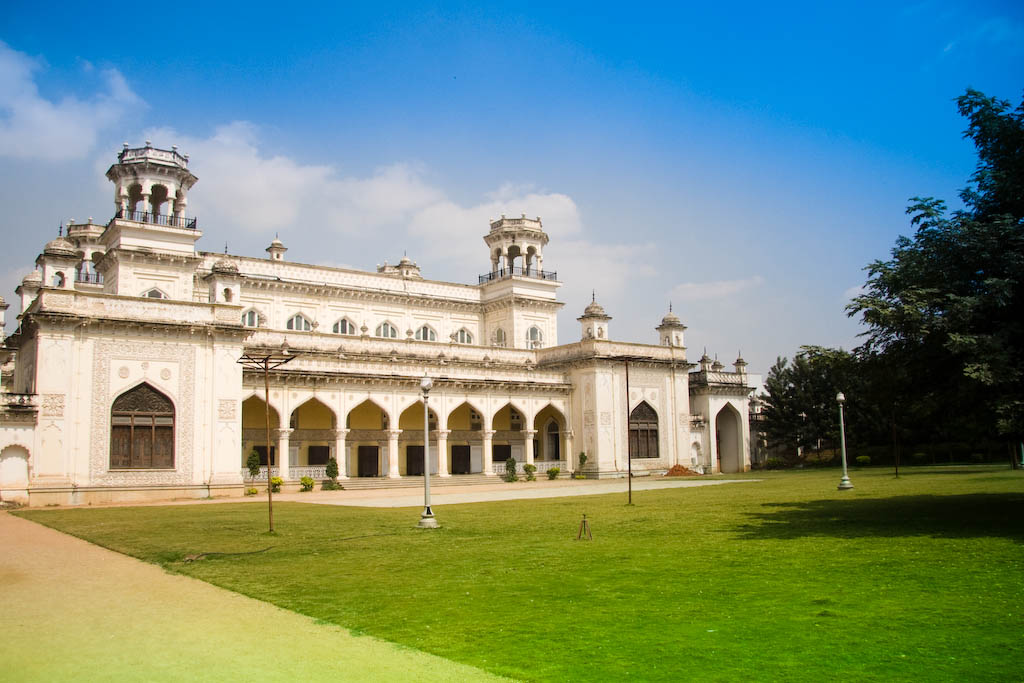
Хилват Мубарак
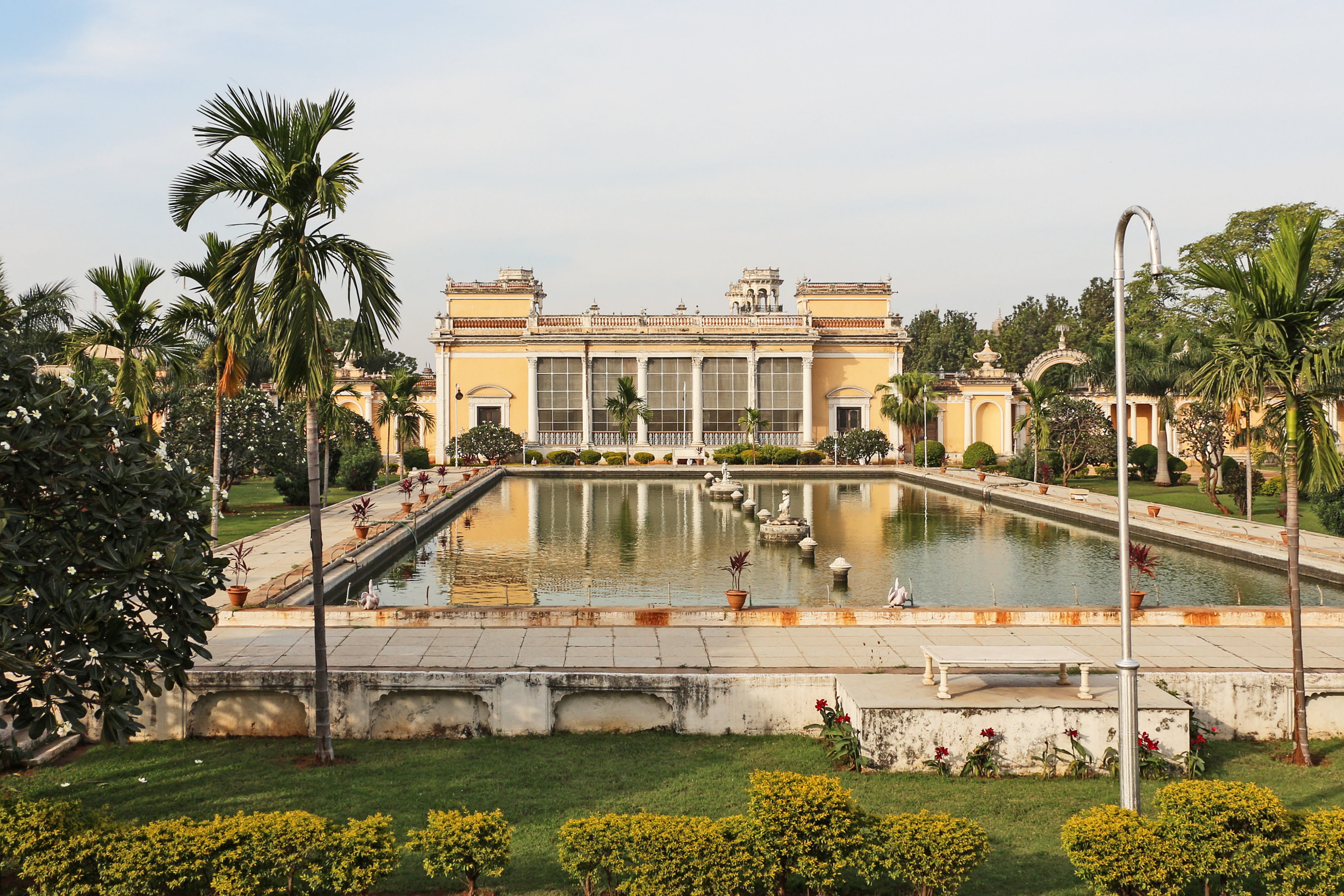
Бассейн
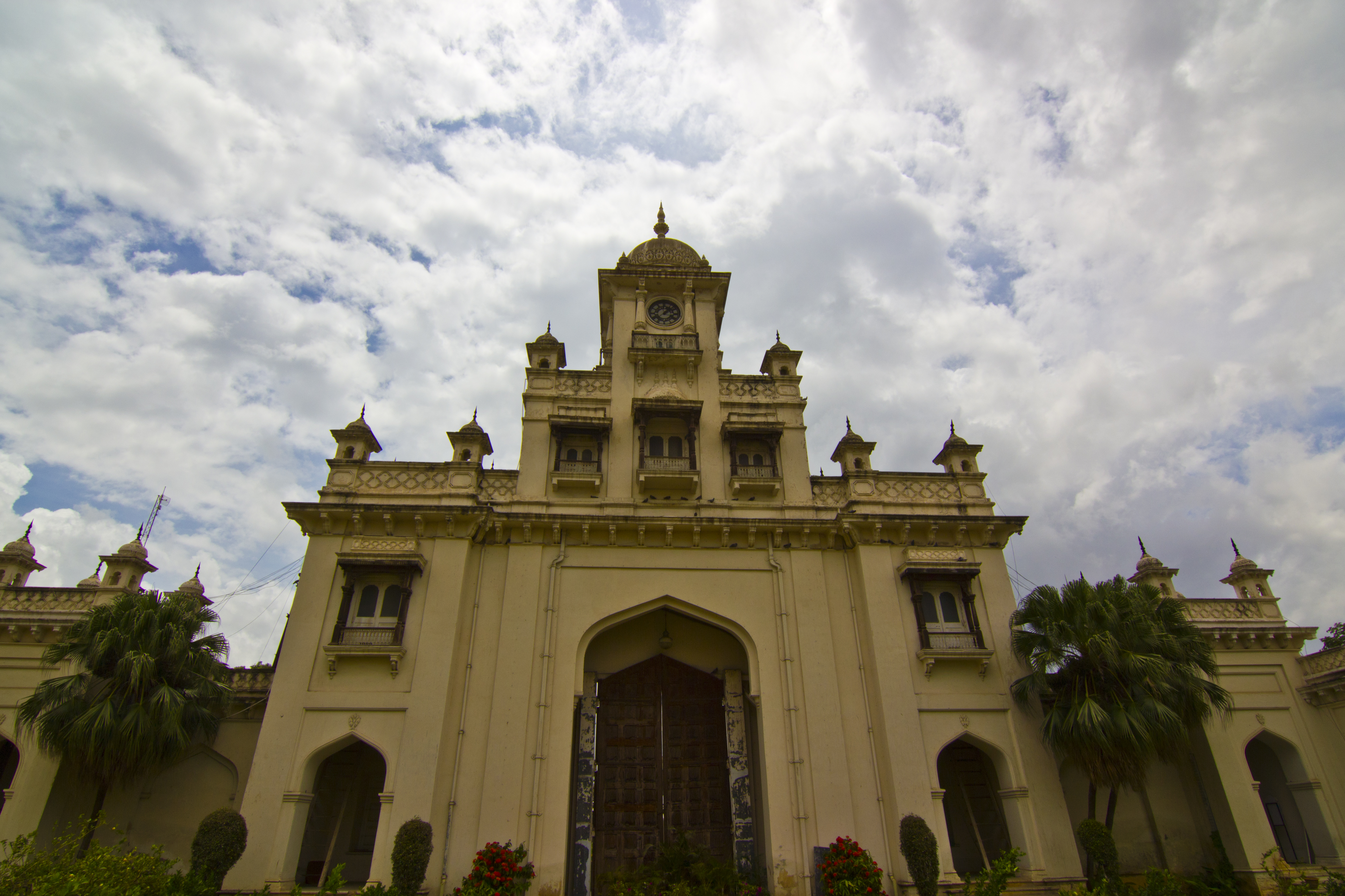
Ворота с часами
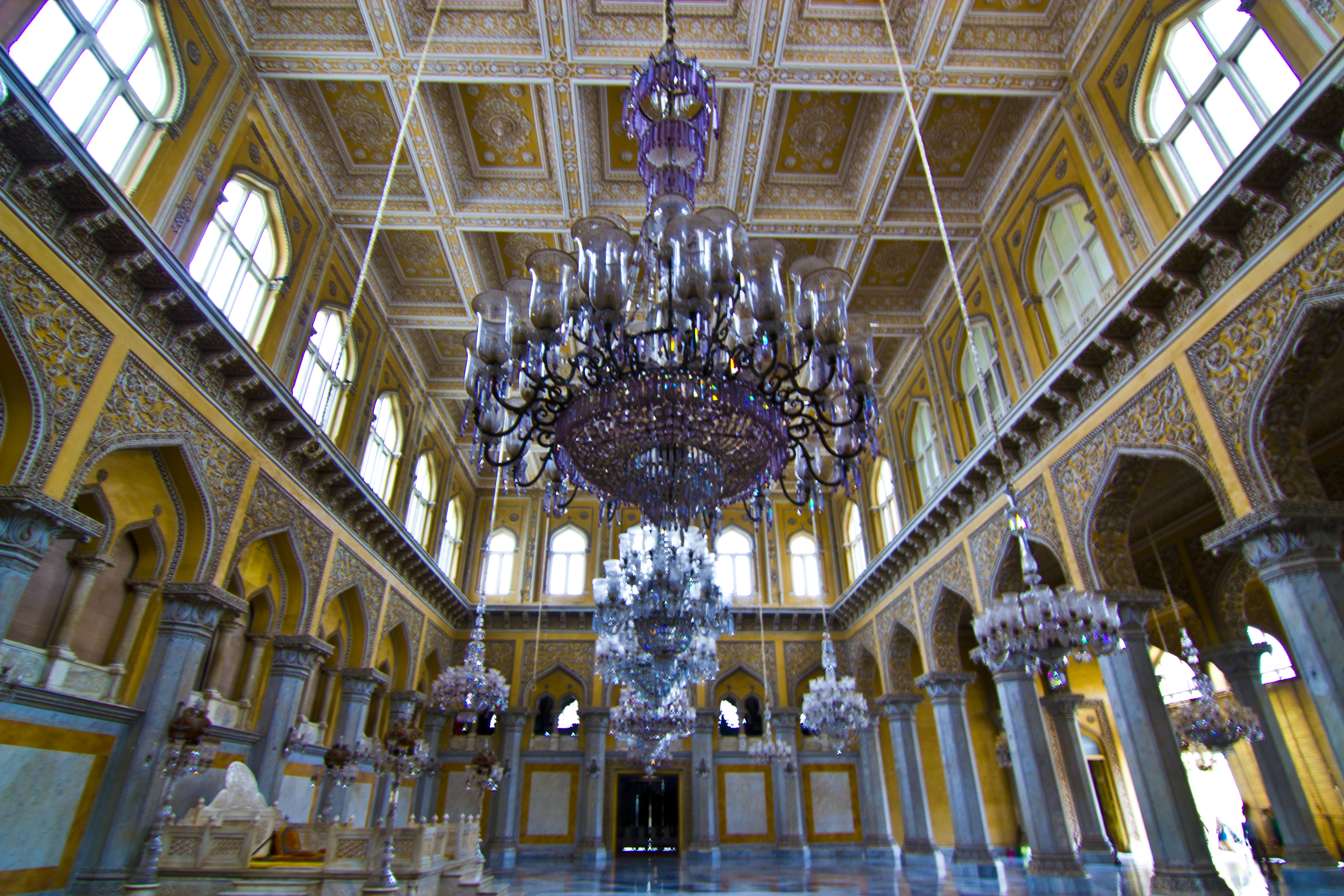
Интерьер Дурбар Холла